# Алаудинов, Апти Аронович
Апти́ (Апты́) Аро́нович Алауди́нов (род. 5 октября 1973, Горный, Ставропольский край) — российский чеченский военный деятель. Заместитель начальника Главного военно-политического управления Вооружённых сил Российской Федерации с апреля 2024 года. Командир добровольческого формирования «Ахмат» с 2022 года.
Начальник Управления по борьбе с организованной преступностью МВД по Чеченской Республике (2005—2006). Руководитель Управления министерства юстиции Российской Федерации по Чеченской Республике (2009). Заместитель министра внутренних дел по Чеченской Республике — начальник полиции (2011—2021). Генерал-майор полиции (2012). Генерал-майор (2022). Герой Российской Федерации (2022). Герой ЛНР (2022). Герой Чеченской Республики (2023). Кандидат политических наук (2013).
Указом президента 9 декабря 2024 года получил звание генерал-лейтенанта.

## Биография

### Ранние годы
Родился 5 октября 1973 года в посёлке Горный Предгорного района Ставропольского края в семье офицера советской армии.
Окончил среднюю общеобразовательную школу в плодосовхозе «Новый маяк» Новоселицкого района, после чего поступил в Ставропольский филиал Московской государственной юридической академии.
Во время боевых действий отец и старший брат Апти погибли в боях против сил ЧРИ. Через месяц после штурма федеральными войсками Грозного в бою погибли дядя и троюродный брат Апти. В этих боях семья Алаудиновых потеряла около двадцати близких родственников.
В 1995—1996 годах проходил службу в роте военной комендатуры Грозненского гарнизона (военкомат Ханкала).
В 2001 году окончил Чеченский государственный университет по специальности юриспруденция.

### Деятельность
До 2001 года работал прокурорским работником. В связи с боевыми действиями в регионе перешёл на работу в органы внутренних дел, на должность инспектора отдела комплектования в управлении кадров МВД. Во время второй чеченской войны Алаудинов поддерживал федеральные силы, выступал против амнистии чеченских повстанцев.
С 2002 по 2004 год занимал разные должности в Управлении собственной безопасности МВД по Чеченской Республике. В июле 2004 года назначен заместителем начальника отдела оперативно-розыскной работы Управления собственной безопасности МВД по Чеченской Республике.
С ноября 2005 года — начальник Управления по борьбе с организованной преступностью МВД по Чеченской Республике, работал над созданием этого подразделения.
В 2006 году Рамзан Кадыров назначает Алаудинова руководителем Специальной комиссии по контролю над соблюдением норм и правил проживания в пунктах временного размещения переселенцев.
В марте 2009 года назначен руководителем Управления Министерства юстиции России по Чеченской Республике.
В апреле 2009 года назначен на должность заместителя начальника криминальной милиции МВД по Чеченской Республике.
Указом Президента Российской Федерации от 13 июня 2011 года назначен на должность заместителя министра внутренних дел по Чеченской Республике — начальника полиции.
В июне 2012 года Алаудинову было присвоено специальное звание «генерал-майор полиции». Тем самым, Алаудинов стал самым молодым генералом в МВД России. В ноябре 2022 года стало известно, что Апти Алаудинову присвоено воинское звание «генерал-майор».
В 2013 году в МГУ имени М. В. Ломоносова под научным руководством доктора философских наук, профессора В. И. Коваленко защитил диссертацию на соискание учёной степени кандидата политических наук по теме «Региональная идентичность как основа формирования общенациональной политической идентичности» (специальность 23.00.02 — политические институты, процессы и технологии); официальные оппоненты — доктор политических наук, доцент А. В. Федякин и кандидат политических наук Р. Э. Бараш; ведущая организация — Институт этнологии и антропологии имени Н. Н. Миклухо-Маклая РАН.
В 2019 году был задержан мэр Аргуна Ибрагим Темирбаев. По данным «Новой газеты Европа», причиной послужила критика Кадырова, после задержания, по данным журналистов, Кадыров уволил мэра, обвинив в коррупции и поместил в секретную тюрьму, откуда он вышел в начале 2021 году, в апреле 2021 года Темирбаев погиб в инсценированном ДТП. По данным журналистов, в 2019 году, Алаудинов оказался в числе преследуемых по подозрению в заговоре против Кадырова, после того как, находясь нетрезвом состоянии, на вечеринке, шутил над главой Чечни с другими гостями и «дал шуточный подзатыльник портрету Рамзана Кадырова». Ему запретили появляться на работе, отстранили от служебных обязанностей, его брат лишился должности, семья Алаудинова потеряли свой бизнес и дорогостоящее имущество. В марте 2021 года, президент Владимир Путин подписал указ № 149, в соответствии с которым Апти Алаудинов был освобождён от занимаемой должности. После увольнения переехал в Москву, где проживал до марта 2022 года «как добропорядочный пенсионер».
С 2022 года — секретарь Совета экономической и общественной безопасности Чеченской республики. В апреле 2024 года назначен заместителем начальника Главного военно-политического управления Вооружённых сил Российской Федерации.

## Санкции
В 2014 году Алаудинов был внесён в санкционный список Магнитского за нарушения прав человека, в частности за участие в избиении и пытках первого чеченского политзаключенного Руслана Кутаева. В 2018 году Латвия запретила ему въезд в страну. В 2020 году санкции в отношении Алаудинова ввела Великобритания как против «ответственного за пытки и другие нарушения прав человека в отношении ЛГБТ в Чечне».
В 2022 году внесён в санкционный список Польши как «непосредственно поддерживающий агрессию Российской Федерации против Украины». 7 ноября 2023 года попал в санкционный список Украины.

## Критика
По данным отдела расследований «Новой газеты Европа», в 2006 году Алаудинов присоединился к команде Кадырова, где за первые несколько лет сотрудничества с ним, стал причастен к организации серии заказных убийств политических соперников Кадырова.
По данным издания «Кавказ. Реалии», Алаудинов «имеет устойчивую репутацию человека с полным отсутствием собственного мнения, непрестанно стремящегося предугадать желания Рамзана Кадырова». СМИ и правозащитники обвиняли Алаудинова в том, что он лично истязает и запугивает неугодных режиму Кадырова людей, также Алаудинов был задействован в публичных унижениях по местному ТВ критиков режима Кадырова. По утверждению журналистов, Алаудинов был причастен к убийству 27 арестованных во время рейда, которое произошло на территории полка ППС в Грозном, в январе 2017 года.
Во время начала боёв в Курской области, по данным военкоров, формирования «Ахмат» которые защищали границу в Курской области бежали со своих позиций, заняв вторую линию в приграничной полосе за срочниками и мобилизованными, позднее Алаудинов заявил что чеченские подразделения не смогли отразить украинское наступление так как они «разминулись» с украинскими военными. На фоне боёв в Курской области, Алаудинов продвигал провластную точку зрения и распространял недостоверную информацию, так он отрицал потери личного состава, взятие подчинённых в плен и продвижение украинских войск, в частности украинский контроль над Суджей. После критики «военкоров» в свой адрес, Алаудинов заявил что «таких чмошников» необходимо как минимум сажать, а максимум — расстреливать. 19 августа 2024 года Апти Алаудинов выпустил обращение в котором критиковал родителей солдат срочной службы: «А зачем вы и ваши дети нужны этой стране?», заявив, что «если умрешь, то попадешь в рай». Подразделение Алаудинова «Ахмат» получило ироничное наименование «тикток-войска», поскольку его бойцы не участвовали в боевых действиях, а снимали на уже оккупированных территориях видео, в которых имитировали ожесточённое противостояние с украинскими военными.

## Научные труды
- Алаудинов А. А. Идентичность в зеркале науки: Основные подходы к определению сущностных черт и типов // Вестник Российской нации. — 2010. — № 3. — С. 196—205.
- Алаудинов А. А. К вопросу об определении понятия «политическая идентичность» // Вестник Российской нации. — 2011. — № 1—2. — С. 226—230.
- Алаудинов А. А. Особенности региональной идентичности как объекта политологического исследования // Вестник Российской нации. — 2011. — № 3. — С. 74—85.
- Алаудинов А. А. Формирование общенациональной политической идентичности в современной России: Проблемы и перспективы // Вестник Российской нации. — 2011. — № 4—5. — С. 69—81.
- Алаудинов А. А. Нация и этнос как субъекты этнополитических процессов // Политическая регионалистика и этнополитология: Сборник статей по политологическим теоретико-методологическим и прикладным проблемам истории и современности. Вып. III. — М.: Издательство «Социально-политическая Мысль», 2011. — С. 12—25.
- Алаудинов А. А. Политическая идентичность и национальная безопасность // Транспортная политика и политические коммуникации: Сборник статей по политологическим и социологическим теоретико-методологическим и прикладным проблемам истории и современности. — Выпуск III: Геополитика и национальная безопасность. — М.: Издательство «Социально-политическая мысль», 2011. — С. 79—87.
- Алаудинов А. А. Политические коммуникации и региональная политическая идентичность в условиях современных вызовов // Проблемы и перспективы развития транспорта: Труды Международной научно-практической конференции. — М.: МИИТ, 2011. — С. 10—12.
- Алаудинов А. А. Политическая идентичность как фактор развития государства и гражданского общества // Транспортная политика и политические ком- муникации: Сборник статей по политологическим и социологическим теоретико-методологическим и прикладным проблемам истории и современности. — Вып. IV: Взаимодействие государства и гражданского общества. — М.: МИИТ, 2012. — С. 70—84.
- Алаудинов А. А. Региональная идентичность — основа формирования общенациональной политической идентичности: монография / науч. ред. В. Х. Акаев; отв. ред. В. В. Черноус; Чеченский гос. пед. ин-т; Центр региональных исслед. Ин-та социологии и регионоведения Южного Федерального ун-та. — Ростов н/Д.: Фонд науки и образования, 2015. — 208 с. — 550 экз. — ISBN 978-5-9906245-5-9.

## Награды
- Герой Российской Федерации (2022) — за мужество и героизм[4][49]
- Герой Луганской Народной Республики (2022)
- Герой Чеченской Республики (6 октября 2023) — за выдающиеся заслуги перед Чеченской Республикой и её народом, мужество, героизм и самоотверженность, проявленные при защите интересов Отечества
- Почётный гражданин Чеченской Республики (6 июля 2022) — за личные заслуги в деле защиты интересов Отечества, мужество и отвагу, проявленные при выполнении служебно-боевых задач[50]
- орден Кадырова (2007)[51]
- Медаль «Памяти Ахмат—Хаджи Кадырова, первого Президента Чеченской Республики» (16 октября 2018) — за выдающиеся заслуги перед Чеченской Республикой, стойкость и самоотверженность, проявленные при исполнении служебных обязанностей
- награждён орденом Кавказа[51]
- кавалер трёх орденов Мужества
- Орден «За доблесть» II степени (2025, ЛНР)[52]
- медаль «За отличную службу по охране общественного порядка»